# 埃爾特姆學院
埃尔特姆学院（Eltham College) 是英国的一所私立走读学校。该学校于1842年创办，位于伦敦的东南部。该学校有小学部，中学部和高中部，学生为7到18岁。埃尔特姆学院曾是一所男校，但于2020年成为了混合性别学校。

## 历史
1842年，埃尔特姆学院为传教士的男孩提供住宿和教育而办学。最开始，该学院的名字为伦敦传教会传教士男孩和孤儿学校，后改名为埃尔特姆学院。学校的原址位于沃爾瑟姆斯托，后搬到了布莱克希思的中心。戴维·利文斯通曾将自己的孩子送去该学校读书。

## 当今状况
埃尔特姆学院于1912年搬到了现在的地址，位于布朗姆里。1976年，当政府不补助学校时，埃尔特姆学校成为了一所完全私立的学校。曾经学校曾为传教士的孩子提供教育，但因1950年后传教士数量的大幅下降，现在所有学生都可报名参加该学校。2020年，学校的校长格艾·桑德森宣布学校开始招收女生，结束了长达178年的传统。学校有四个学院：利文斯通，墨菲特，克理和查莫斯。该学校的所有学生均需经过考试才能入学，且无奖学金须付超过20000磅一年的学费。学校的中学和高中部有3座主楼，一个室内运动场，一座小型教堂，一个音乐楼和一个艺术馆。学校还有超过70英亩的草地用于体育活动。埃尔特姆学校的主要运动是橄榄球。学校有设乐团和合唱团。因为学校的来源，埃尔特姆学院主张基督教，但在入学选拔中不对信仰有要求。该学校使用GCSE和A-Level课程教学。 （页面存档备份，存于）

## 学校管理
学校设有董事会，执行团队和领导团队。格艾·桑德森兼职校长和董事长。

## 争议事件
2021年，卫报曝光了学校的律师要求提供有关2016-2021年一系列性侵指控证词的前学生不要提供任何证词或证据。学校在一个声明中指出学校一直对学生的安全作出保证。
同年2月，时报指出在疫情中为自己学生打分的埃尔特姆学院老师给出的分数远超于一般分数，在去年A*率为百分之29.1%的情况下跳跃至A*率为72.2%。

## 知名学生
- 弗兰克·法默，物理学家
- 埃里克·利德尔，奥运冠军
- 欧内斯特·法赫米，妇产科医生
- 迈克·埃克塞特，格莱美获奖音响师兼制作人
- 斯蒂芬·邓内特，神经学家
- 查理·康纳利，作家兼广播员
- 纳比勒·阿尔·布萨迪，冒险家
- 迈克尔·巴克利爵士，公务员
- 托尼·布里斯，赛车手
- 芬纳·布罗克韦，和平活动家
- 安东尼·博顿斯爵士，犯罪学家
- 凯文·博纳维亚，政治家
- 安德鲁·珀西·贝内特，外交官
- 皮尔斯·本，哲学家
- 尼古拉斯·巴贝里斯，金融学教授
- 乔治·班德，登山家
- 斯图尔特·鲍尔，政治史学家
- 菲利普·贝利，板球统计学家
- 约翰·贝利爵士，总检察长兼财政部律师
- 约翰·亚当斯爵士，物理学家
- 吉姆·奈特，政治家
- 尼克·法拉利，媒体家